# Nazareno Sasia
Nazareno Sasia (n. 5 ianuarie 2001, Cerrito⁠(d), Provincia Entre Ríos, Argentina) este un atlet argentinian. A participat la o ediție a Jocurilor Olimpice (2024).

## Palmares
| An   | Competiție                                   | Locație                 | Loc | Eveniment | Note           |
| ---- | -------------------------------------------- | ----------------------- | --- | --------- | -------------- |
| 2018 | Campionatul Sud-American de Juniori (sub 18) | Cuenca, Ecuador         | 1   | greutate  | 21,40 m        |
| 2018 | Campionatul Sud-American de Juniori (sub 18) | Cuenca, Ecuador         | 2   | disc      | 57,19 m        |
| 2018 | Jocurile Olimpice de Tineret                 | Buenos Aires, Argentina | 1   | greutate  | 21,94 și 21,25 |
| 2019 | Campionatul Sud-American de Juniori          | Cali, Columbia          | 1   | greutate  | 19,13 m        |
| 2019 | Campionatul Sud-American de Juniori          | Cali, Columbia          | 3   | disc      | 53,91 m        |
| 2019 | Campionatul Panamerican de Juniori           | San José, Costa Rica    | 4   | greutate  | 19,88 m        |
| 2019 | Campionatul Panamerican de Juniori           | San José, Costa Rica    | 8   | disc      | 55,37 m        |
| 2021 | Campionatul Sud-American                     | Guayaquil, Ecuador      | 2   | greutate  | 19,79 m        |
| 2021 | Campionatul Sud-American                     | Guayaquil, Ecuador      | 4   | disc      | 53,56 m        |
| 2021 | Campionatul Sud-American de Tineret          | Guayaquil, Ecuador      | 1   | greutate  | 19,11 m        |
| 2021 | Campionatul Sud-American de Tineret          | Guayaquil, Ecuador      | 3   | disc      | 55,24 m        |
| 2021 | Jocurile Panamericane de Tineret             | Cali, Columbia          | 1   | greutate  | 20,08 m        |
| 2021 | Jocurile Panamericane de Tineret             | Cali, Columbia          | 5   | disc      | 55,69 m        |
| 2022 | Campionatul Sud-American de Tineret          | Cascavel, Brazilia      | 1   | greutate  | 19,76 m        |
| 2022 | Campionatul Sud-American de Tineret          | Cascavel, Brazilia      | 1   | disc      | 57,26 m        |
| 2022 | Jocurile Sud-Americane                       | Asunción, Paraguay      | 3   | greutate  | 19,73 m        |
| 2023 | Campionatul Sud-American                     | São Paulo, Brazilia     | 2   | greutate  | 19,75 m        |
| 2023 | Campionatul Mondial                          | Budapesta, Ungaria      | 26  | greutate  | 19,51 m        |
| 2023 | Jocurile Panamericane                        | Santiago, Chile         | 6   | greutate  | 19,69 m        |
| 2024 | Campionatul Sud-American în sală             | Cochabamba, Bolivia     | 2   | greutate  | 19,79 m        |
| 2024 | Jocurile Olimpice                            | Paris, Franța           | 23  | greutate  | 19,33 m        |